# سالزبری (کارولینای شمالی)
سالزبری (به انگلیسی: Salisbury) شهری در ایالت کارولینای شمالی کشور ایالات متحده آمریکا است که جمعیت آن در سرشماری سال ۲۰۱۰ میلادی، ۳۳٬۶۶۲ نفر بوده‌است.